# Nazionale maschile under 20 di calcio dell'Arabia Saudita
La Nazionale di calcio dell'Arabia Saudita Under-20 è la squadra di calcio nazionale giovanile dell'omonimo stato asiatico ed è posta sotto l'egida della Federazione calcistica dell'Arabia Saudita.
La squadra vanta nove partecipazioni al Campionato mondiale di calcio Under-20, la prima nel 1985.
Invece nel AFC Youth Championship la squadra vanta ben 15 presenze, la prima nel 1992.

## Partecipazioni a competizioni internazionali

### Mondiali Under-20
| Anno | Luogo               | Piazzamento      | V | N | P | Gol |
| ---- | ------------------- | ---------------- | - | - | - | --- |
| 1977 | Tunisia             | Non iscritta     | - | - | - | -   |
| 1979 | Giappone            | Non iscritta     | - | - | - | -   |
| 1981 | Australia           | Non iscritta     | - | - | - | -   |
| 1983 | Messico             | Non qualificata  | - | - | - | -   |
| 1985 | Unione Sovietica    | Primo turno      | 1 | 1 | 1 | 1:1 |
| 1987 | Cile                | Primo turno      | 0 | 0 | 3 | 0:6 |
| 1989 | Arabia Saudita      | Primo turno      | 1 | 0 | 2 | 4:3 |
| 1991 | Portogallo          | Non qualificata  | - | - | - | -   |
| 1993 | Australia           | Primo turno      | 0 | 2 | 1 | 1:2 |
| 1995 | Qatar               | Non qualificata  | - | - | - | -   |
| 1997 | Malaysia            | Non qualificata  | - | - | - | -   |
| 1999 | Nigeria             | Primo turno      | - | - | - | -   |
| 2001 | Argentina           | Non qualificata  | - | - | - | -   |
| 2003 | Emirati Arabi Uniti | Primo turno      | 2 | 1 | 2 | 4:6 |
| 2005 | Paesi Bassi         | Non qualificata  | - | - | - | -   |
| 2007 | Canada              | Non qualificata  | - | - | - | -   |
| 2009 | Egitto              | Non qualificata  | - | - | - | -   |
| 2011 | Colombia            | Ottavi di finale | - | - | - | -   |
| 2013 | Turchia             | Non qualificata  | - | - | - | -   |
| 2015 | Nuova Zelanda       | Non qualificata  | - | - | - | -   |
| 2017 | Corea del Sud       | Ottavi di finale | 4 | 1 | 1 | 3:5 |
| 2019 | Polonia             | Primo Turno      | 0 | 0 | 3 | 4:8 |
| 2023 | Argentina           | Non qualificata  | - | - | - | -   |

### Campionato asiatico AFC U-20
| Luogo / Anno | Piazzamento      |
| ------------ | ---------------- |
| 1959 - 1972  | Non qualificata  |
| 1973         | Quarto posto     |
| 1974         | Non qualificata  |
| 1975         | Non qualificata  |
| 1976         | Non qualificata  |
| 1977         | Quarti di finale |
| 1978         | Quarti di finale |
| 1985         | Secondo posto    |
| 1986         | Campione         |
| 1988         | Non qualificata  |
| 1990         | Non qualificata  |
| 1992         | Campione         |
| 1994         | Non qualificata  |
| 1996         | Non qualificata  |
| 1998         | Terzo posto      |
| 2000         | Non Qualificata  |
| 2002         | Terzo posto      |
| 2004         | Non qualificata  |
| 2006         | Quarti di finale |
| 2008         | Quarti di finale |
| 2010         | Semifinale       |
| 2012         | Primo turno      |
| 2014         | Non qualificata  |
| 2016         | Secondo posto    |
| 2018         | Campione         |
| 2023         | Primo turno      |

## Tutte le rose

### Mondiali
Campionato del mondo Under-20 19851 Al-Solaimani, 2 Al-Razgan, 3 Al-Saud, 4 Al-Roomi, 5 Abu-Dawod, 6 Al-Saleh, 7 Ibrahim, 8 Al-Bishi, 9 H. Al-Dosari, 10 Al-Muhaizee, 11 M. Al-Dosari, 12 Al-Mowaled, 13 Al-Maglouth, 14 Al-Zafer, 15 Hakami, 16 Al-Habashi, 17 Al-Nakhli, 18 Al-Daiyelt, CT: Sempaio
Campionato del mondo Under-20 19871 Mubarak, 2 Al-Tekhaif, 3 Al-Saleh, 4 Al-Roomi, 5 Madani, 6 Abu-Dawad, 7 Al-Dukkan, 8 Al-Razgan, 9 Al-Suraiti, 10 Y. Al-Dosary, 11 Al-Hammad, 12 Al-Harbi, 13 Al-Muwallid, 14 A. Al-Dosary, 15 Al-Fahad, 16 Dagriri, 17 Shalgan, 18 Bedewi, CT: Sempaio
Campionato del mondo Under-20 19891 Al-Otaibi, 2 Al-Terair, 3 A. Al-Dosari, 4 Al-Roomi, 5 Madani, 6 Al-Medawah, 7 Al-Shamrani, 8 Al-Anoud, 9 Al-Suraiti, 10 K. Al-Dosari, 11 Al-Mehalel, 12 Al-Harbi, 13 Al-Debaiki, 14 Al-Hammali, 15 Al-Muwain, 16 Al-Hazaa, 17 Al-Roaihi, 18 Adam, CT: Avila
Campionato del mondo Under-20 19931 Al-Sadiq, 2 Al-Jahani, 3 Al-Rashaid, 4 Hawsawi, 5 Al-Takrouni, 6 Al-Maghrabi, 7 Al-Ghesheyan, 8 Al-Garni, 9 A. Al-Dosari, 10 Al-Oromi, 11 O. Al-Dosari, 12 Al-Ghamdi, 13 Sabyani, 14 Saeedan, 15 Al-Qahtani, 16 Al-Owairan, 17 Al-Shamrani, 18 Al-Halwah, CT: Cabralzinho
Campionato del mondo Under-20 19991 Zaid, 2 F. Al-Shehri, 3 Al-Bahri, 4 Al-Mutairi, 5 Omar, 6 Al-Subaie, 7 Al-Saqri, 8 S. Al-Shehri, 9 Dabo, 10 Al-Hagbani, 11 Al-Abdulaziz, 12 Al-Shayei, 13 Al-Garni, 14 Al-Shahrani, 15 Al-Zahrani, 16 Al-Obaili, 17 Al-Abeah, 18 Al-Mas, CT: Hamberg
Campionato del mondo Under-20 20031 Al-Suwilm, 2 Al-Qahtani, 3 Ambdu, 4 Al-Faraj, 5 Al-Ghannam, 6 Al-Dosari, 7 Bin Saran, 8 Al-Suwailh, 9 Majrashi, 10 Al-Mahyani, 11 Otaif, 12 Al-Salamah, 13 Al-Abouad, 14 Al-Hargan, 15 Autef, 16 Al-Mowallad, 17 Al-Khalidi, 18 Hakami, 19 Al-Harbi, 20 Al-Qarni, CT: Romeo
Campionato del mondo Under-20 20111 Al-Sudairy, 2 Al-Qumayzi, 3 Al-Dawsari, 4 Al-Fatil, 5 Al-Hafith, 6 Al-Zubaidi, 7 Dagriri, 8 Al-Azmi, 9 Al-Muwallad, 10 Al-Nassar, 11 Al-Ibrahim, 12 Khodary, 13 Al-Shahrani, 14 Otayf, 15 Al-Bassas, 16 Al-Qarni, 17 Majrashi, 18 Hawsawi, 19 Al-Johani, 20 Al-Fahmi, 21 Al-Khaibari, CT: Al-Koroni
Campionato del mondo Under-20 20171 Bukhari, 2 Zabbani, 3 Al-Bassas, 4 Al-Saluli, 5 Al-Amri, 6 Al-Najei, 7 Al-Samiri, 8 Al-Harbi, 9 Al-Qayd, 10 Al-Khulaif, 11 A. Al-Yami, 12 Al-Ohaymid, 13 Al-Tambakti, 14 Al-Asmari, 15 Kireiri, 16 Al-Dosari, 17 Hassoun, 18 Al-Dawsari, 19 Al-Rashidi, 20 Al-Muwallad, 21 M. Al-Rubaie, CT: Al-Shehri
Campionato del mondo Under-20 20191 N. Al-Ghamdi, 2 Abdulhamid, 3 K. Al-Dawsari, 4 Almas, 5 Al-Tambakti, 6 F. Al-Ghamdi, 7 Naji, 8 H. Al-Ghamdi, 9 Al-Buraikan, 10 Al-Ammar, 11 Al-Ghannam, 12 Al-Shanqiti, 13 Al-Shanqeeti, 14 Al-Beshe, 15 Al-Ghashayan, 16 Al-Zahrani, 17 Mahnashi, 18 Al-Saleem, 19 Al-Qahtani, 20 Al-Shammari, 21 M. Al-Dawsari, CT: Al-Atwi